# Todo es posible
Todo es posible fue un ciclo que combina entretenimiento con conmovedoras historias de vida, se trasmitía en vivo, está producido por "Win TV" y es televisado por la cadena Telefe de Argentina.

## Primera temporada
El programa debutó en la pantalla de Telefe el 6 de mayo de 2012 con un promedio de 16.9 puntos de índice de audiencia y picos de 20 puntos de índice de audiencia. Además de contar con la conducción de Julián Weich el ciclo incluye a Natalie Pérez, Delfina Gerez Bosco y Diego Reinhold.

## Juegos
En el programa se presentan diversos juegos. Además de los juegos que van haciendo los participantes en el estudio, también juega la gente desde la calle y a través de llamadas telefónicas.
Todo suma: es un divertido juego de preguntas y respuestas en tres rondas. En la primera compiten todos los integrantes de la tribuna respondiendo con un pulsador a preguntas por “verdadero” o “falso”. Por cada respuesta correcta de cada uno de los 50 participantes, se suman 200 pesos al pozo común, de modo que al final de la primera ronda, ya están compitiendo por varias decenas de miles de pesos.
Los ocho mejores pasan a la segunda ronda, donde deben responder preguntas con opciones. Cada participante tiene la alternativa de responder o pasar (aunque solo puede pasar una vez en todo el juego). Si se equivoca, queda eliminado. Esta ronda continua hasta que queden sólo dos participantes, de modo que no hay límite al monto que puede sumar al pozo. Cada respuesta correcta agrega 1000 pesos.
En la tercera ronda compiten frente a frente los dos mejores. Cada respuesta correcta suma 2000 pesos y gana el que se acerque más a dar cinco respuestas correctas a preguntas con opciones. Cada respuesta agrega 2000 pesos al pozo, que a esta altura del juego suele tener cifras astronómicas. El ganador se lleva todo.
Verdad o verdura: se trata de un juego de preguntas y respuestas en el que participa toda la tribuna del programa (50 personas) y en el que, por un ingenioso sistema de eliminación, se llega a un ganador que puede obtener hasta medio millón de pesos. Son tres series de diez preguntas que se responden por verdadero o falso. Cada una de estas series incorpora la participación de un artista o un famoso en la presentación de una de las preguntas (por ejemplo, se invita a un jugador de tenis conocido y se pregunta a la tribuna si es capaz de embocar con el pie una pelota en un aro de básquet, la tribuna responde y el jugador realiza la acción).
3x3: tres participantes son elegidos al azar para realizar una misión: en tres horas deben repartir 3 mil pesos del siguiente modo: deben gastar $1000 en la calle, entre desconocidos, $1000 con un vecino y $1000 con un amigo. El que gaste el dinero de modo más creativo y proporcionando un grado mayor de alegría a sus beneficiarios será el ganador (elegido por votación del público de acuerdo a estas consignas). Este recibe $10.000.

## Secciones
Cadena de favores: es la sección central del programa. En donde se conoce a la historia de una persona que, bastante tiempo atrás, recibió un favor desinteresado de otro. Se muestra su historia, contada y reconstruida en imágenes. También la búsqueda de aquella el protagonista, a su vez, realiza una acción para ayudar a otros.
El mejor día: el protagonista de esta sección es una persona que, de acuerdo a amigos y vecinos, merece un homenaje. Sin que lo sepa, la producción del programa convierte un día normal en el mejor día de su vida. Para esto se organizan diversas acciones (registradas con cámara oculta y también con una cámara documental justificada con alguna excusa) para gratificar al protagonista: se encuentra con todos sus impuestos pagos, recibe el regalo que más le gusta, lo invitan porque sí a cenar a su lugar favorito, etc. Es como una cámara cómplice al revés: en lugar de reírse de la víctima, se quiere gratificarlo. El final de la sección es en vivo, donde se muestra el segmento y se revela que ese día tan particular fue armado por la producción. Como cierre queda una última sorpresa, que se revela en vivo.

## Audiencia
| Domingo                     | 6 de mayo        | Programa 1                  | 16.9 | No                      | Cuarto  | [ 4 ]  |
| Domingo                     | 13 de mayo       | Programa 2                  | 14.4 | No                      | Cuarto  | [ 5 ]  |
| Domingo                     | 20 de mayo       | Programa 3                  | 15.1 | No                      | Quinto  | [ 6 ]  |
| Domingo                     | 27 de mayo       | Pragrama 4                  | 9.7  | No                      | Quinto  | [ 7 ]  |
| Domingo                     | 3 de junio       | Programa 5                  | 13.8 | Igualó a la competencia | Cuarto  | [ 8 ]  |
| Domingo                     | 10 de junio      | Programa 6                  | 11.3 | No                      | Cuarto  | [ 9 ]  |
| Domingo                     | 17 de junio      | Programa 7                  | 11.6 | No                      | Cuarto  | [ 10 ] |
| Domingo                     | 24 de junio      | Programa 8                  | 12.2 | No                      | Tercero | [ 11 ] |
| Domingo                     | 1 de julio       | Programa 9                  | 13.9 | Si                      | Tercero | [ 12 ] |
| Domingo                     | 8 de julio       | Programa 10                 | 10.2 | No                      | Octavo  | [ 13 ] |
| Domingo                     | 15 de julio      | Programa 11                 | 11.5 | No                      | Quinto  | [ 14 ] |
| Domingo                     | 22 de julio      | Programa 12                 | 12.9 | Si                      | Cuarto  | [ 15 ] |
| Domingo                     | 29 de julio      | Programa 13                 | 11.8 | No                      | Cuarto  | [ 16 ] |
| Domingo                     | 5 de agosto      | Programa 14                 | 9.6  | No                      | Quinto  | [ 17 ] |
| Domingo                     | 12 de agosto     | Programa 15                 | 12.5 | No                      | Cuarto  | [ 18 ] |
| Domingo                     | 19 de agosto     | Programa 16                 | 12.3 | Si                      | Cuarto  | [ 19 ] |
| Domingo                     | 26 de agosto     | Programa 17                 | 13.9 | Si                      | Cuarto  | [ 20 ] |
| Domingo                     | 2 de septiembre  | Programa 18                 | 13.1 | Si                      | Cuarto  | [ 21 ] |
| Domingo                     | 9 de septiembre  | Programa 19                 | 9.1  | Si                      | Sexto   | [ 22 ] |
| Domingo                     | 16 de septiembre | Programa 20                 | 11.9 | Si                      | Quinto  | [ 23 ] |
| Domingo                     | 23 de septiembre | Programa 21                 | 10.9 | Si                      | Sexto   | [ 24 ] |
| Domingo                     | 30 de septiembre | Programa 22                 | 10.0 | Si                      | Sexto   | [ 25 ] |
| Domingo                     | 7 de octubre     | Programa 23                 | 9.6  | Si                      | Sexto   | [ 26 ] |
| Domingo                     | 14 de octubre    | Programa 24                 | 13.5 | Si                      | Tercero | [ 27 ] |
| Domingo                     | 21 de octubre    | Programa 25                 | 10.2 | Si                      | Quinto  | [ 28 ] |
| Domingo                     | 28 de octubre    | Programa 26                 | 12.2 | Si                      | Quinto  | [ 29 ] |
| Domingo                     | 4 de noviembre   | Programa 27                 | 9.8  | Si                      | Quinto  | [ 30 ] |
| Domingo                     | 11 de noviembre  | Programa 28                 | 10.8 | Si                      | Quinto  | [ 31 ] |
| Domingo                     | 18 de noviembre  | Programa 29                 | 11.4 | Si                      | Quinto  | [ 32 ] |
| Domingo                     | 25 de noviembre  | Programa 30                 | 8.8  | Si                      | Quinto  | [ 33 ] |
| Domingo                     | 2 de diciembre   | Programa 31                 | 8.1  | Si                      | Sexto   | [ 34 ] |
| Domingo                     | 9 de diciembre   | Programa 32                 | 9.3  | Si                      | Quinto  | [ 35 ] |
| Domingo                     | 16 de diciembre  | Programa 33 Último Programa | 10.5 | No                      | Quinto  | [ 36 ] |
| Datos oficiales según IBOPE |                  |                             |      |                         |         |        |

     Emisión más vista.

     Emisión menos vista.

Promedio hasta la fecha: 11.6